# Kanton Vielle-Aure
Kanton Vielle-Aure (fr.: Canton de Vielle-Aure) - kanton w okręgu Bagnères-de-Bigorre. Składa się z 14 gmin:
- Aragnouet
- Azet
- Bourisp
- Cadeilhan-Trachère
- Camparan
- Ens
- Estensan
- Grailhen
- Guchan
- Sailhan
- Saint-Lary-Soulan
- Tramezaïgues
- Vielle-Aure
- Vignec